# Gosos
I gosos o gòccius (nel sud Sardegna), sono dei canti devozionali e paraliturgici, di provenienza iberica, diffusi in Sardegna e composti in lingua sarda.

## Etimologia
La parola gosos e le sue varianti gotzos, cotzos (logudorese), gosi (gallurese) usate nella Sardegna centro-settentrionale derivano dal castigliano gozos, mentre al sud dell'isola le varianti goggius, goccius, coggius (campidanese) derivano dal catalano goigs (in algherese si chiamano allo stesso modo). E sia gozos che goigs derivano dal latino gaudium «gioia, allegrezza». Il Bullegas, per il quale i gosos costituiscono "un genere agiografico drammatico", sottolinea in più opere la "chiara influenza della cultura iberica" e lo "strettissimo rapporto linguistico concettuale con i goigs".
Nei paesi catalani i goigs sono delle composizioni poetiche popolari in onore della Vergine Maria o dei santi. 
In catalano, lingua d'origine, si usa sempre la parola maschile al plurale anche se indica una sola composizione, questo perché in origine si trattava di celebrare «le» sette gioie della Vergine. 
I goigs venivano cantati durante le cerimonie religiose, le processioni, le feste votive e i pellegrinaggi.
Dal catalano cobla (strofa) deriva una denominazione minore, gròbbes o cròbbes, che in alcune aree del Nuorese, in particolare ai confini fra i territori delle varianti del sardo logudorese e campidanese, individua anche altri generi di composizioni, segnatamente versi di poesia estemporanea.

## I gosos in Sardegna
I gosos comprendono componimenti poetici religiosi in lingua sarda, in tutte le sue varianti (compreso il sassarese) su schemi metrici (ottava, sestina, quintilla).
Secondo il ricercatore Giovanni Dore, i gosos cantati in Sardegna traggono origine dai modelli bizantini, infatti essi, nella struttura nella metrica e nelle strofe con ritornello alla fine, sono identici agli inni greci dei κοντάκια.
Nel De caerimoniis aulae Byzantinae si racconta, del resto, come il protospatario Torchitorio I avesse inviato una rappresentanza di Sardi a Costantinopoli i quali, in onore dell'imperatore Costantino VII Porfirogenito, avevano cantano un inno in greco. Altri pensano a una dipendenza dei gosos dalle italiane lauda, diffusesi per irradiazione della spiritualità francescana nelle regioni dell'Occidente; altri ancora, infine, ritengono che i gosos siano di matrice autoctona, affondando le proprie radici nella tradizione mediterranea.
Dal XIV secolo i gosos sono segnalati come componente essenziale delle novene; dal XV secolo, nell'innologia sarda, pur permanendo l'uso del sardo prevalse però l'uso della lingua spagnola. Nel periodo dell'inquisizione spagnola ci fu un periodo di stasi, nel XVII secolo in Sardegna esplose il fenomeno della drammatica religiosa ed i gosos erano parte integrante di quei rituali.
Nel 1649 il teatro fu proibito da Filippo IV, tuttavia la tradizione continuò e dal XVIII secolo si registra la diffusione delle raccolte manoscritte dei gosos in sardo e nel secolo successivo i manoscritti erano presenti in tutte le comunità.
Sono tuttavia conservati anche dei componimenti in spagnolo, come nel componimento di Jaime Zonquelo Espada, che nel 1734 compose i Gosos de la Virgen de la Piedad, il cui manoscritto è conservato nella parrocchia di Sedilo.
Tuttavia questi furono oggetto di censura, infatti intorno al 1763, l'arcivescovo di Sassari Giulio Cesare Viancini proibì i gosos a favore di uno stile più severo nella liturgia (il prelato nutriva simpatie gianseniste).
Questi canti popolari religiosi conobbero una nuova battuta d'arresto in seguito, nel 1924, in occasione del Concilio plenario dei vescovi sardi che aveva vietato questo tipo di canti. In quegli anni inoltre, in un clima di assimilazione culturale, erano state poste in atto una serie di divieti e disposizioni contro l'uso dei dialetti e lingue alloglotte, compreso il sardo.

## Raccolte
Il testo più antico di gosos tra quelli oggi conosciuti è la raccolta delle Laudes a sa Rejna de sa Rosa.
Grazia Deledda ha raccolto alcuni brani di gosos in un capitolo del suo Tradizioni popolari di Nuoro in Sardegna, così come le furono riportati oralmente e con riferimento alla Raccolta di canti popolari logudoresi del Ferraro, che dei gosos (ma anche di altri generi espressivi) era stato a sua volta ben più prolifico collettore. La detta raccolta del Ferraro contiene la trascrizione di 37 gosos, alcuni dei quali riportati in distinte varianti locali, tutti accompagnati dal nome di chi li ha di volta in volta raccolti.
Nel 2004 la diocesi di Nuoro ha pubblicato una raccolta curata dai sacerdoti Giovanni Carta e Pietro Muggianu che ha dichiarati scopi antologici e che riunisce circa un centinaio di gosos, alcuni dei quali inediti, sino ad allora dispersi su supporti eterogenei "nelle varie parrocchie" della fascia centrale dell'Isola.
Nel 2005 è stata pubblicata una raccolta di gosos di Bitti